# Brvine
Brvine (Servisch cyrillisch Брвине) is een plaats in de Servische gemeente Prijepolje. De plaats telt 175 inwoners (2002).